# Perudyptes devriesi
 Perudyptes devriesi  ist eine ausgestorbene Art der Pinguine (Sphenisciformes) aus dem Paläogen Südamerikas. Die Art ist die Typusspezies der Gattung Perudyptes.
Der Pinguin erreichte eine Größe zwischen 75 und 90 cm, was etwa der Größe eines heutigen Königspinguins entspricht. Er lebte im Mitteleozän vor ca. 42 Millionen Jahren an der Südküste des heutigen Peru in der Provinz Ica und wurde 2007 von einer Forschergruppe um Julia A. Clarke von der North Carolina State University wissenschaftlich beschrieben.
Die Grabung förderte Schädel, Unterkiefer, Halswirbel, Rippen, Oberarmknochen, einen Knochen der linken Hand, Teile des Kreuzbeins, einen Oberschenkelknochen, den rechten Schienbeinknochen und einen Knochen vom linken Fuß zutage.
Der Name des Vogels setzt sich aus dem Fundort (Peru) und dem griechischen Wort für „Taucher“ dyptes zusammen. Das Art-Epitheton „devriesi“ ist eine Ehrung des US-amerikanischen Paläontologen Thomas DeVries.

## Einordnung und Bedeutung des Fundes
Die Forschergruppe um Clarke beschrieb in derselben Publikation vom Juni 2007 noch eine weitere Pinguinart aus Ica, Icadyptes salasi, die jedoch etwa sechs Millionen Jahre jünger ist und etwa die doppelte Größe erreichte. Beide Funde, die zu den am besten erhaltenen Pinguinfossilien aus dem Paläogen zählen, widerlegen die bisherige Hypothese, wonach die Pinguine (Sphenisciformes) in den höheren südlichen Breiten entstanden sind und vor vier bis acht Millionen Jahren im Zuge einer weltweiten Klimaabkühlung die äquatornahen Gebiete besiedelten. Tatsächlich wanderten diese Tiere dort bereits 30 Millionen Jahre früher ein als bislang angenommen, während einer der wärmsten Klimaabschnitte des Känozoikums. Eine umfassende kladistische Analyse, die sich sowohl auf morphologische als auch auf molekularbiologische Daten stützt, stellt beide Arten außerhalb der Linie, die zu den rezenten Pinguinen (Spheniscidae) führt.